# Sud Aviation Caravelle
A Sud Aviation SE 210 Caravelle (kiejtése kb. „kárável”) kéthajtóműves sugárhajtású utasszállító repülőgép. 1958 és 1973 között gyártotta a francia Sud aviation, később Aérospatiale társaság. A Caravelle, a világ első sorozatban gyártott kéthajtóműves sugárhajtású utasszállítója rövid- és középtávú útvonalakra készült. Tervezése során több innovatív megoldást alkalmaztak, ezek egyike, hogy a hajtóművei nem a szárnyban vagy a szárny alá függesztett gondolákban vannak, hanem a gép farkánál kétoldalt helyezkednek el. A Caravelle különböző változatai 80–130 utast szállíthatnak 1650–3400 km közötti maximális távolságra.

## Változatai
A Caravelle-t több különböző változatban gyártották, kezdetben egyáramú Rolls-Royce Avon hajtóművekkel. Az amerikai piacra szánt változatot először a General Electric által gyártott erőforrással látták el (Caravelle 10A), de a későbbi gazdaságosabb, kétáramú Pratt & Whitney JT8D hajtóművekkel felszerelt változatok (Caravelle 10B stb.) sem váltották be az üzleti reményeket. A különféle verziók ezen kívül a törzs hosszúságában is különböznek: az alaptípus 32,01 m, a leghosszabb Caravelle 12-es 36,24 m hosszú.

## Története
Az első prototípus 1955. május 27-én szállt fel először, az első szériagépet az Air France állította szolgálatba 1959. május 6-án. Az idő múlásával, a 60-as, 70-es években a légi forgalom növekedésével a légitársaságok egyre nagyobb befogadóképességű típusokat igyekeztek szolgálatba állítani, emiatt a Caravelle-ek egy részét kivonták a forgalomból vagy charter társaságoknak adták át. A 80-as években a korszerűbb repülőgépek fokozatosan kiszorították a Caravelle-eket, melyek vagy a bontóban végezték, vagy afrikai, dél-amerikai légitársaságokhoz kerültek. A géptípus Európában a 90-es évek végén, másutt a 2000-es években fejezte be pályafutását.
Annak ellenére, hogy a Caravelle volt az első sugárhajtású utasszállító repülőgép a rövid- és középtávú gépek piacán, a Douglas DC–9 és a Boeing 727 hamar utolérték és megelőzték őt nagyobb szállító kapacitásuk és hatótávolságuk révén. Bár 20 példányt el tudtak adni az Egyesült Államokban, a többség Európában és Afrikában kelt el; a géptípussal kapcsolatos üzleti várakozások nem teljesedtek be. A Caravelle-ből 1973-ig a prototípusokkal együtt összesen 282 darab épült.

## Műszaki adatok (Caravelle 10B)

### Általános adatok
- Gyártó: Sud Aviation, Aérospatiale
- Első repülés: 1955. május 27.
- Személyzet: 2 fő
- Szállítható személyek száma: 91 fő

### Méret- és tömegadatok
- Hossz: 33,01 m
- Fesztáv: 34,30 m
- Magasság: 8,72 m
- Szárnyfelület: 146,7 m2
- Üres tömeg: 30 055 kg
- Maximális felszállótömeg: 56 000 kg
- Maximális hasznos terhelés: 9100 kg

### Hajtóművek
- Hajtóművek száma: 2
- Hajtóművek típusa: Pratt & Whitney JT8D-9 alacsony kétáramúsági fokú gázturbinás sugárhajtómű
- Hajtómű tolóereje: 64,4 kN

### Repülési adatok
- Utazósebesség:
- Legnagyobb sebesség: 825 km/h
- Utazómagasság: 12 000 m
- Hatótávolság: 3300 km

## Fordítás
- Ez a szócikk részben vagy egészben  a   Sud-Aviation SE 210 Caravelle című francia Wikipédia-szócikk fordításán alapul.  Az eredeti cikk szerkesztőit annak laptörténete sorolja fel. Ez a jelzés csupán a megfogalmazás eredetét és a szerzői jogokat jelzi, nem szolgál a cikkben szereplő információk forrásmegjelöléseként.